# Movimiento por la Autodeterminación e Independencia del Archipiélago Canario

Flagge der MPAIAC

Der Movimiento por la Autodeterminación e Independencia del Archipiélago Canario (MPAIAC) war eine kanarische Untergrundorganisation, deren Ziel die Gründung eines unabhängigen kanarischen Staates war.

## Geschichte
Der MPAIAC wurde am 22. Oktober 1964 durch den Rechtsanwalt Antonio de León Cubillo Ferreira (* 1930, † 2012) gegründet. Die Organisation betrieb in Algier einen Radiosender, mittels dessen sie die kanarische Bevölkerung gegen die spanische Regierung aufzuwiegeln und das Berberische populär zu machen versuchte – eine Verwandtschaft der ehemaligen kanarischen Sprache Guanche mit den Berbersprachen wird in der Wissenschaft vermutet. In Algerien genoss der MPAIAC stillschweigende Unterstützung von staatlicher Seite; sowohl der erste Staatspräsident Ahmed Ben Bella als auch sein durch Putsch an die Macht gekommener Nachfolger Houari Boumedienne ließen die Organisation gewähren. Neben der Unabhängigkeit der kanarischen Inseln forderte der MPAIAC auch den Verzicht Spaniens auf seine Enklaven in Nordafrika, Ceuta und Melilla. Die Organisation genoss keinen nennenswerten Rückhalt in der Bevölkerung der kanarischen Inseln und hatte zu keinem Zeitpunkt mehr als 100 Mitglieder. Der MPAIAC verübte insgesamt fünf Anschläge, wobei bei vier davon Dynamit verwendet wurde, das ursprünglich für den Straßenbau vorgesehen war.
Eine Unterorganisation des MPAIAC waren die Fuerzas Armadas Guanches (FAG), die oft als „bewaffneter Arm“ des MPAIAC bezeichnet werden. Das organisatorische und personelle Verhältnis zwischen MPAIAC und FAG ist unklar. Als politischer Arm des MPAIAC galt der Partido de los Trabajadores Canarios (PTC), der allerdings dem MPAIAC nicht verbunden war, sondern sich von diesem aus Ablehnung von Cubillos Führungsstil und dessen Befürwortung weiterer militanter Operationen heraus abspaltete. Zeit seiner Existenz konnte der PTC in keiner einzigen Gemeinde einen Wahlsieg erringen.
1978 verübte der spanische Geheimdienst CESID in Algier einen Anschlag auf Cubillo, bei dem er von zwei Attentätern niedergestochen wurde und bleibende Behinderungen zurückbehielt.
1979 erklärte der MPAIAC einen einseitigen Verzicht auf weitere Gewaltanwendung. Nachdem das spanische Parlament den Kanaren 1982 im Rahmen der Einrichtung von Comunidades Autónomas eine weitreichende Autonomie einräumte, stellte die Bewegung ihre Aktivitäten endgültig ein. 1985 wurde Cubillo eine Amnestie gewährt, und er kehrte auf die Kanaren zurück.
Während der MPAIAC politisch erfolglos blieb, wurde die von ihm entworfene Flagge im Rahmen der Autonomiebestrebungen der kanarischen Inseln weiter eingesetzt.

## Attentate
| Datum          | Ort                   | Ziel                                         | Beschreibung                                                               |
| -------------- | --------------------- | -------------------------------------------- | -------------------------------------------------------------------------- |
| 3. Januar 1977 | Las Palmas            | Büro von South African Airways               | Bombenanschlag auf das Einkaufszentrum Galerias Preciados.                 |
| 27. März 1977  | Las Palmas            | Blumengeschäft im Flughafen vom Gran Canaria | Bombenanschlag; indirekter Auslöser der Flugzeugkatastrophe von Teneriffa. |
| März 1977      | La Isleta, Las Palmas | Niederlassung der spanischen Marine          | Versuchter Waffendiebstahl, Täter durch Wachpersonal getötet.              |
| 13. Mai 1977   | Madrid                | Einkaufszentrum Galerias Preciados.          | Bombenanschlag                                                             |
| Februar 1978   | La Laguna, Teneriffa  | BBVA-Filiale in La Laguna, Tenerife          | Ein Polizist stirbt bei der misslungenen Entschärfung einer MPAIAC-Bombe.  |